# علم الصورة
علم الصورة هو فرع من فروع الأدب المقارن المختص تحديدًا في "دراسة التصورات والصور الشاملة لعدة بلدان كما أعرب عنه في الخطاب الادبي".
يؤكد المنظور البنائي عن الصورة النمطية العرقية أنه قد يكون للصورة النمطية بالفعل تأثيرات اجتماعية، طور المنظور البنائي في خمسينات القرن العشرين 1950 من قبل خبراء من فرنسا وهولندا وبلجيكا والمانيا لكن لم يكتسب مكان كبير في الأكاديمية الناطقة باللغة الإنجليزية ويمكن أن يعود ذلك لعلاقة علم الصورة المشوهة بتأثير استشراق إدوارد سعيد وهو معروف بشكل أفضل في هذا السياق.

## التاريخ
دائما ما يُرى أن الصورة النمطية العرقية من الخصائص الذاتية للجماعات العرقية، إيبولت تين ممثل رئيسي لمنظور الفلسفة الوضعية، ذكر في Histoire de la littérature anglaise (1863) أن التحف الثقافية تحدد بثلاث عوامل: اللحظة والبيئة والعرقية، لقد عبر إرنست رينان لما يعني بالإرادية للانتماء إلى أمة في محاضرته "Qu'est-ce qu'une nation?" (ماهي الامة؟) عام 1882، يرى رينان أن المواطنين قد يختارون الانتساب إلى جماعة معينة ويصف ليرسن هذا الرأي بأنه تصويري أولي لأن الهوية القومية كانت لا تزال تعتبر كيانًا قائمًا بشكل مستقل.
علم الصورة هو دراسة التمثيلات الأدبية للصور النمطية العرقية التي انبثقت من المدرسة الفرنسية للأدب المقارن، كان لدى العلماء الذين اسسوا Revue de la littérature comparée  عام 1921 (بول فان تيجيم وفرناند بالدنسبيرجروبول هازارد) اهتمام تاريخي بالأدب وأرادوا الذهاب إلى ما هو أبعد من دراسة الصور العرقية كما لو كانت حقائق تاريخية، خصص ماريوس فرانسوا غيارد فصلاً كاملاً لموضوع يسمى "L’étranger tel qu’on le voit" في كتابه La Litterature compare عام (1951)، يحلل هذا الفصل الروايات التي تمثل أممًا غير أمة المؤلف وكما يوضح العنوان لم يفترض غيارد أن هذه الصور تعكس جوهرًا وطنيًا بل تتعامل معها على أنها تمثيلات، هذا التحول من الجواهر إلى التمثيلات يحول غيارد إلى الأب المؤسس لعلم الصورة الذي يقوم على افتراض أن “الصور التي يدرسها المرء يُنظر إليها على أنها خصائص للنصوص باعتبارها نتاجًا فكريًا للخطاب”، اعترض رينيه ويليك على إدراجه للموضوع في دراسة الأدب المقارن. جادل رينيه ويليك وهو شخص بارز في الأدب المقارن الأمريكي بأن دراسة الصور الشاملة لعدة بلدان لا ينبغي أن تصبح جزءًا من الأدب المقارن، لأن هذا من شأنه أن يحولها إلى تخصص مساعد للعلاقات الدولية، تلا ذلك صدع بين المدرستين الأمريكية والفرنسية للأدب المقارن مما حد من نطاق العمل الدولي لعلم الصورة.

## الافتراضات النظرية
يسمي علماء علم الصورة تمثيل الصور النمطية العرقية "بالأنماط العرقية". تعتبر هذه الأنماط العرقية مواضيع خطابية وليست ظواهر موجودة بشكل موضوعي، يتم تعريفها دائمًا مقابل الآخر، مما يؤدي إلى توليد تعارض بين الصور التلقائية والصور المغايرة. الصورة التلقائية هي تمثيل الذات في حين أن الصورة المغايرة هي تمثيل الآخر وتؤكد هذه التمثيلات على الاختلاف تماشيًا مع الافتراض "أن الأمة هي الأكثر تميزًا بنفسها في تلك الجوانب التي تختلف فيها كثيرًا عن الامم الاخرى". تعمل الشخصية الوطنية في التنميط العرقي كعامل تفسيري لسلوك الممثلين في التمثيلات الأدبية، إن الأنماط المتعارضة مثل الشمال والجنوب أو الشرق والغرب أو الوسط والأطراف مع الصور النمطية المصاحبة لها تعمل على تباين الدول أو المناطق أو القارات مع بعضها البعض. في هذا المنطق متعدد القياسات، يمكن للموقع نفسه أن يكون مركزًا لأحدهم والطرف لاحد اخر، وتتغير هذه التمثيلات مع مرور الزمن تبعا لعوامل متعددة مثل المناخ السياسي والاجتماعي والاتجاهات الأدبية.

## المنهج
بما أن علم الصورة يدرس التمثيلات الأدبية وليس المجتمعات في حد ذاتها فهو منهجية للإنسانيات وليس للعلوم الاجتماعية، باتباع الافتراض النظري القائل بأن الأنماط العرقية لا يمكن قياسها مقابل واقع موضوعي لا ينصب تركيز البحث على قيمة الحقيقة للتمثيل بل على قيمة التمثيل نفسه، هذا يعني أن البحث التصويري لا يمكن أبدًا أن يثير مسألة ما إذا كان المؤلف "أ" قد مثل الأمة "ب" بشكل صحيح لأن شخصية الأمة لدى علماء التصوير غير موجودة خارج البناء الأدبي. بدلاً من ذلك يتناول البحث التصويري تطوير أو بناء أو تأثير الصور التلقائية أو الصور المغايرة أو الصور الوصفية التي ينشئها المؤلف في عمله، إن الصورة الوصفية هي الصورة التي يكتبها المؤلف من الأمة "أ" عن الأمة "ب" صفة إلى وجهة نظر الأمة "ب" في الأمة "أ"، اضافة على ذلك فإنه من المثير للاهتمام أن نرى كيف أثرت الأنماط العرقية على بعضها البعض عند مقارنة الجنسيات أو الفترات الزمنية أو الأنواع،
يفسر التحليل التصويري عن جوانب التناص والسياق والنص للأنماط العرقية، يتم إنشاء التناص للنمط العرقي من خلال البحث في التمثيلات الأدبية لنفس الأمة في نفس الفترة الزمنية، من المنطقي دراسة تأثيرات المجموعة الحالية من التمثيلات الأدبية للأمة على الحالة قيد الدراسة، يمكن أن يؤدي هذا إلى فحص ما إذا كان التمثيل الأدبي لأمة معينة قد تغير مع مرور الزمن، على سبيل المثال غالبًا ما يتم تصوير الأنماط العرقية بمصطلحات ثنائية متناقضة بشكل حاد. في أواخر القرن التاسع عشر استخدم المؤلفون بشكل متزايد الغموض والسخرية في تمثيلاتهم لجعلها أكثر دقة. ويستهدف البعد السياقي الخلفية التاريخية والاجتماعية والسياسية والاقتصادية التي كتب فيها النص؛ حيث يفترض أن البيئة المباشرة للمؤلف تؤثر على تمثيلاته، على سبيل المثال من المرجح أن تضفي حرب بين بلدين دلالات سلبية على أنماطهما العرقية المتبادلة في حين تميل القومية إلى تعزيز الاستغلال السياسي للصور الذاتية، يدرس البعد النصي للتحليل التصويري النص على هذا النحو مع التركيز على اتفاقيات النوع والاستراتيجيات البلاغية.

## الاعمال الرئيسية
بعض النقاط الأساسية لفهم منهجية علم الصورة على الموقع الإلكتروني imagologica.eu:
- ماريوس فرانسوا غويارد (1951).  La Littérature Comparée. Presses Universitaires de France.
- ديسيرينك، هوغو (1966).  "Zum Problem der «images» und «mirages» und ihrer Untersuchung im Rahmen der Vergleichenden Literaturwissenschaft". arcadia. 1: 107–120.
- بيلر، مانفريد، وجويب ليرسن (2007). علم الصورة: البناء الثقافي والتمثيل الأدبي للشخصيات الوطنية: استطلاع نقدي. امستردام: رودوبي: دراسة علم الصورة، 13.
- جويب ليرسن (2016) · علم الصورة: عن استخدام العِرق لفهم العالم .

## روابط خارجية
http://imagologica.eu/